# Циметсгаузен
Циметсгаузен (нім. Ziemetshausen) — громада в Німеччині, знаходиться в землі Баварія. Підпорядковується адміністративному округу Швабія. Входить до складу району Гюнцбург. Центр об'єднання громад Циметсгаузен.
Площа — 42,99 км2. Населення становить 3169 ос. (станом на 31 грудня 2020).